# Административное деление Барселоны
Город Барселона, столица автономной области Каталония и провинции Барселона, в административном плане разделён на 10 районов. Современное деление города на районы утверждено в 1984 году. Каждый район управляется советом, назначенным главным городским советом, полномочия совета касаются таких вопросов, как архитектура и инфраструктура данного района. В 2009 году в Барселоне была предпринята муниципальная реформа, предусматривающая для повышения качества управления деление города на 73 административные единицы — подрайона (исп. barrios), при этом деление на 10 районов сохраняется до настоящего времени.
Некоторые из этих подрайонов (barrios) существовали ранее как независимые муниципалитеты. В конце XIX — начале XX века в черту города Барселоны вошли такие муниципалитеты, как Саррия, Лес-Кортс, Сант Андре де Паломар, Грасиа и Сант Марти де Провенсальс. Другие муниципалитеты, которые примыкают к границам Барселоны (такие как Оспиталет, Бадалона, Сант-Адриа-де-Бесос, Монкада-и-Решак), до настоящего времени являются самостоятельными муниципальными образованиями и входят в состав столичного округа Барселоны.

## Районы Барселоны
| Номер | Район               | Площадь, км² | Население | Плотность населения, чел/кв.км | Подрайоны | Карта |
| ----- | ------------------- | ------------ | --------- | ------------------------------ | --- | ----- |
| 1     | Старый город        | 4,49         | 111 290   | 24786                          | Эль Раваль (1) Готический квартал (2) Барселонета (3) Сан-Пере, Санта-Катерина и Ла-Рибера (4) |       |
| 2     | Эшампле             | 7,46         | 262 485   | 35586                          | Форт Пьенк (5) Саграда-Фамилия (6) Дрета де Л'Эшампле (7) Л'Антига Эскерра де Л'Эшампле (8) Ла Нова Эскерра де Л'Эшампле (9) Сант Антони (10) |       |
| 3     | Сантс-Монтжуик      | 21,35        | 177 636   | 8321                           | Эль Побле-сек (11) Ла Марина де Прат Вермель (12) Ла Марина де Порт (13) Ла Фонт де ла Гуатла (14) Остафранкс (15) Ла Бордета (16) Санта-Бадаль (17) Сантс (18) Монтжуик* Зона Франка-порт* |       |
| 4     | Лес Кортс           | 6,08         | 82 588    | 13584                          | Лес Кортс (19) Ла Матернитат-и-Сан-Рамон (20) Педральбес (21) |       |
| 5     | Саррия-Сан-Хервасио | 20,09        | 140 461   | 6992                           | Валвидрера, эль Тибидабо и лес Планес (22) Саррия (23) Трес Торрес (24) Сант Герваси - ла Бонанова (25) Сант Герваси – Гальвани (26) Эль Путчет и Фарро (27) |       |
| 6     | Грасиа              | 4,19         | 120 087   | 28660                          | Валлкарка (28) Эль Колл (29) Ла Салют (30) Вила де Грасиа (31) Камп д'эн Грассот и Грасиа Нова (32) |       |
| 7     | Орта-Гинардо (кат.) | 11,96        | 169 920   | 14217                          | Эль Баикс Гинардо (33) Кан Баро (34) Эль Гинардо (35) Ла Фонт д'эн Фаркес (36) Эль Кармель (37) Да Теисонера (38) Сант Генис делс Агуделс (39) Монтбау (40) Валль д'Эброн (41) Ла Клота (42) Орта (43) |       |
| 8     | Ноу-Баррис          | 8,04         | 164 981   | 20520                          | Вилаписина и ла Торре Льобета (44) Порта (45) Эль Туро де ла Пейра (46) Кан Пегера (47) Ла Гинейета (48) Каниэллес (49) Лес Рокетес (50) Вердум (51) Ла Просперитат (52) Ла Тринитат Нова (53) Торре Баро (54) Сьютат Меридиана (55) Вальбона (56)                                                                   |       |
| 9     | Сан-Андреас         | 6,56         | 142 598   | 21737                          | Тринитат Велла (57) Баро де Вивер (58) Бон Пастор (59) Сант Андре де Паломар (60) Ла Сагрера (61) Эль Конгрес и элс Индианс (62) Навас (63) |       |
| 10    | Сан-Мартин          | 10,80        | 221 029   | 20466                          | Эль Камп де л'Арпа дель Клот (64) Эль Клот (65) Эль Парк и ла Лакуна дель Побленоу (66) Ла Вила Олимпика дель Побленоу (67) Эль Побленоу (68) Диагональ Мар и эль Фронт Маритим дель Побленоу (69) Эль Бесос и эль Маресме (70) Провенсальс де Побленоу (71) Сант Марти де Провенсальс (72) Ла Вернеда и ла Пау (73) |       |

1. (*) Административные единицы Монтжуик и Зона Франка-Порт не являются подрайонами, но входят в состав района Сантс-Монтжуик